# Georges Van Oolen
Georges Van Oolen va ser un ciclista belga que va córrer als anys 90 del segle xix. Va combinar la carretera amb el ciclisme en pista, especialment en el mig fons, on va aconseguir una medalles de bronze com amateur al Campionat del Món de l'especialitat de 1894, per darrere del noruec Wilhelm Henie i del britànic Jack Green.

## Palmarès
- 1891
  -  Campió de Bèlgica de ciclistes sense contracte
- 1895
  - 1r a la Lieja-Tilff-Lieja (amb Henri Marnette)
- 1896
  - 1r a la Herstal-Sittard-Herstal
- 1897
  - 1r a la Herstal-Sittard-Herstal